# NGC 2672
NGC 2672 ist eine elliptische Galaxie vom Hubble-Typ E1 im Sternbild Krebs auf der Ekliptik. Sie ist schätzungsweise 190 Millionen Lichtjahre von der Milchstraße entfernt und bildet mit NGC 2673 das optische Galaxienpaar Arp 167. Halton Arp gliederte seinen Katalog ungewöhnlicher Galaxien nach rein morphologischen Kriterien in Gruppen. Diese Galaxie gehört zu der Klasse Galaxien mit diffusen Gegenarmen.
Das Objekt wurde am 14. März 1784 von Wilhelm Herschel entdeckt.